# Байдал Антон Олександрович
Антон Олександрович Байдал (нар. 8 лютого 2000, Маріуполь, Донецька область, Україна) — український футболіст, лівий вінгер клубу «Минай».

## Життєпис
Вихованець донецького «Шахтаря», за який до 2015 року виступав у ДЮФЛУ. З 2016 року у вище вказаному турнірі виступав також за «Азовсталь» (Маріуполь), «Скалу» (Стрий) та «Маріуполь».
У Прем'єр-лізі дебютував за «приазовців» 25 серпня 2019 року в програному (1:5) виїзному поєдинку 5-о туру проти донецького «Шахтаря». Антон вийшов на поле на 72-й хвилині, замінивши Іллю Путрю.